# アイスホッケーブルガリア代表
アイスホッケーブルガリア代表（アイスホッケーブルガリアだいひょう、英語: Bulgaria national ice hockey team）はブルガリアのアイスホッケーナショナルチーム。2008年時点の世界ランキングは32位でアイスホッケー世界選手権のディビジョンIIに所属している。冬季オリンピックには1976年のインスブルックオリンピックにのみ出場しただけである。同大会ではチェコスロバキアに1-14で敗れた後、残り5試合を全敗し12ヶ国中最下位に終わった。
|                | 年月日                      | 場所                             | 得失点                                                  |
| -------------- | --------------------------- | -------------------------------- | ------------------------------------------------------- |
| 国際試合初登場 | 1942年1月17日               | ルーマニア, ブカレスト           | ブルガリア 4 ユーゴスラビア 2                           |
| 最多得点差勝利 | 1998年3月28日               | 南アフリカ共和国, プレトリア     | ブルガリア 20 トルコ 0                                  |
| 最多得点差敗北 | 1994年3月25日 1994年3月27日 | スロバキア, スピシュスカノバベス | ブルガリア 0 カザフスタン 31 ブルガリア 0 ウクライナ 31 |

## 世界選手権
- 2005年 - ディビジョンII グループA4位
- 2006年 - ディビジョンII グループA2位
- 2007年 - ディビジョンII グループA5位
- 2008年 - ディビジョンII グループA5位